# 永松東海
永松 東海（ながまつ とうかい、天保11年9月29日（1840年10月24日） - 明治31年（1898年）5月11日）は、幕末から明治期の日本の医師、陸軍軍医。肥前国出身。江戸時代の蘭法医から近代医師登場までの過渡期において、後進の育成と薬事の確立に寄与した。

## 経歴
天保11年（1840年）9月29日、佐賀藩医を務める原家に生まれ通称を東太郎と称す。慶応元年（1865年）に同じく藩医である永松玄洋の養子となる。
幼くして優秀と認められ藩校で儒学等を修めた後、藩主・鍋島直正が天保5年（1834年）に創設した医学館「好生館」にて医術を習い、江戸に遊学し松本良順、佐倉にて佐藤尚中に師事した後、長崎にて蘭医に就くと共に医学校に通った。
戊辰戦争勃発後、明治元年（1868年）から佐賀藩兵に軍医として従軍し、上野戦争・白河口の戦い・会津戦争に加わり、明治維新後は大阪医学校や東京医学校で生理学を講じ、明治7年（1874年）に初代東京司薬場（日本で初の医薬品研究機関）長となり、その創設期の薬整備に尽力した。また、西南戦争において大阪臨時病院において傷病兵看護を行い、その後明治13年（1880年）12月『日本薬局方』編纂委員の一人として薬局方制定に尽くし、明治19年（1886年）の陸軍軍医学舎設立と共に同校の教官となり、軍医学校においては防疫学創設の功労者と言われている。明治23年（1890年）、第1回日本医学会総会で講演を行い、明治26年（1893年）11月に陸軍を辞す。
明治31年（1898年）5月11日に東京で没し、青山霊園に葬られた。

## 年譜
※日付は明治5年まで旧暦。（出典：）
- 天保11年（1840年9月29日：誕生。
- 安政元年（1855年）：藩儒・福嶋文蔵の塾に入塾する。
- 安政3年（1857年）：藩立蘭学寮に通い、オランダ語を学ぶ。
- 安政5年（1859年）：佐賀藩医学館「好生館」において蘭学医術を修める。
- 文久3年（1863年）：好生館指南役差次に任命される。
- 元治元年（1864年）：江戸遊学を命じられ、松本了順の門に入塾。下谷医学所に通い、開成校にてドイツ語・英語を学んだ。
- 慶応2年（1866年）：佐倉藩の佐藤尚中について医学を研究する。
- 慶応3年（1867年）：長崎にて蘭医ボードウィン、マンスフェルト、ハラタマに医学・理化学を学び、長崎医学校に通う。佐賀藩医学校より医術開業免状を得る。
- 明治元年（1868年）：戊辰戦争勃発に伴い佐賀藩兵に軍医として従軍し上野戦争・白河口の戦いより会津の戦いに加わる。
  - 12月：佐賀に凱旋する。
- 明治2年（1869年）
  - 5月：大学三等教諭に任じられ東京医学校に勤める。
  - 7月：東京医学校中助教に昇任する。
  - 10月：大阪医学校への勤務を命じられる。
- 明治3年（1870年 ）11月：大学大助教に昇任する。
- 明治4年（1871年）
  - 3月：東京赴任を命じられるが病により帰郷。
  - 4月：佐賀にて学校中教諭に任じられる。
- 明治5年（1872年 10月：文部省に出仕を命じられ、第一大学区医学校教授に専任する。
- 明治6年（1873年）
  - 2月：京都療病院医業取締を命じられる。
  - 8月：司薬取調御用掛を命じられる。
- 明治7年（1874年）
  - 2月：司薬掛となる。
  - 4月：初代東京司薬場長に就任する（明治8年（1875年）2月に辞任）。
- 明治9年（1876年
  - 8月：陸軍二等薬剤正（[中佐]相当）となり、陸軍病院第3課に出仕する。
  - 11月：陸軍病馬厩馬医教官を兼務する。
- 明治10年（1877年）
  - 2月：東京府より医術開業を許可される。
  - 4月：大阪陸軍臨時病院付を命じられる。
  - 5月：陸軍二等軍医正（中佐相当）に任じられ、西南戦争に伴う医療に従事する。
  - 12月：帰京する。
- 明治11年（1878年）
  - 7月：文部省御用掛を兼務し、東京大学医学部教諭に就任する。
  - 12月：東京大学より製薬学校取締に任じられる。
- 明治13年（1880年）
  - 9月：陸軍病院勤務を命じられる。
  - 12月：日本薬局方編纂を命じられる（明治17年（1884年12月）免官）。
- 明治14年（1881年）
  - 7月：東京大学医学部教授に就任する。
  - 9月：東京大学文学部教授を兼務する。
- 明治17年（1884年）10月：陸軍一等軍医正（大佐相当）に昇任し軍医本部勤務を命じられる。
- 明治18年（1885年）9月：東京医術開業試験委員を委嘱される。
- 明治19年（1886年）5月：陸軍軍医学舎教官に任じられる。
- 明治20年（1887年）
  - 5月：陸軍医務局第二課長を兼務する。
  - 6月：軍医部下士卒教科書編纂に従事する。
- 明治21年（1888年）12月：陸軍軍医学校教官、医務局第二課長を免じられる。
- 明治22年（1889年）8月：陸軍衛生会議議員に任命される。
- 明治23年（1890年）：第1回日本医学会総会において講演を行う。神奈川県大磯での火事に際し貧民救護を行う。
- 明治24年（1891年）：濃尾地震において寄付行為を行う。
- 明治26年（1893年）：陸軍を退官する。
- 明治31年（1898年）5月11日：死去。

## 栄典
- 1889年（明治22年）11月29日 - 大日本帝国憲法発布記念章[3]

## 著書
- 「定性化学試験要領　全5巻」（永松東海編 島村利助 1876年）
- 「生理学」（永松東海著 丸屋善七他 1881年）
- 「バクテリア図鈔」（永松東海編訳 丸屋善七他 1888年）